# Molins (Arieja)
Molins (en occità, en francès Moulis) és un municipi francès, situat a la regió d'Occitània, departament de l'Arieja.